# Marlene Forte
Marlene Forte (Havana, 5 juli 1961), geboren als Ana Marlene Forte Machado, is een Cubaans/Amerikaans actrice, filmproducente en filmregisseuse. 

## Biografie
Forte begon in 1991 met acteren in de film The Color of Love. Hierna speelde zij in films en televisieseries als Law & Order (1997-1999), Medical Examiners (2001), Day Break (2007) en House of Payne (2008-2009).
Forte trouwde in 2006 en heeft uit dit huwelijk een dochter, actrice Giselle Rodriguez.

## Filmografie

### Films
Uitgezonderd korte films.
- 2022 - Aristotle and Dante Discover the Secrets of the Universe - als Tia Ophelia
- 2022 - 9 Bullets - als grootmoeder
- 2022 - Hypochondriac - als moeder
- 2022 - A Place in the Field - als Rondi
- 2021 - Night Teeth - als Abuela
- 2021 - The Guilty - beller met Huis in brand (stem)
- 2020 - The Way Back - als Gale
- 2019 - Knives Out - als moeder van Marta
- 2018 - El Chicano - als Susanna Hernandez
- 2015 - I Am Gangster - als Tia
- 2015 - Murder in Mexico: The Bruce Beresford-Redman Story - als Evelyn Chavez
- 2014 - The Single Moms Club - als moeder van Manny
- 2013 - Plush - als Dr. Ortiz
- 2013 - A Haunted House - als Rosa
- 2011 - My Last Day Without You – als Luz
- 2009 - Star Trek: The Future Begins – als chef van transportafdeling
- 2008 - Little Girl Lost: The Delimar Vera Story – als Tatita
- 2008 - Glow Ropes: The Rise and Fall of a Bar Mitzvah Emcee – als Mevr. Lopefrawitz
- 2007 - Adrift in Manhattan – als Marta Colon
- 2006 - Cut Off – als Lydia
- 2005 - Shooting Vegetarians – als Amber
- 2005 - Indocumentados – als moeder
- 2002 - Real Women Have Curves – als Mevr. Glass
- 2001 - Reunion – als Margaret
- 2000 - The Accountant
- 2000 - The Love Machine – als Becca Campbell
- 2000 - Our Song – als Pilar Brown
- 1998 - Bury the Evidence – als de naakte vrouw
- 1998 - Mob Queen – als Chica
- 1997 - Path to Paradise: The Untold Story of the World Trade Center Bombing – als Monica Smith
- 1997 - Lena's Dreams – als Lena
- 1991 - The Bronx War
- 1991 - The Color of Love

### Televisieseries
Uitgezonderd eenmalige gastrollen.
- 2024 - Monsters: The Lyle and Erik Menendez Story - als Marta Cano - 6 afl.
- 2021 - Grey's Anatomy - als Carmen Delgado - 2 afl.
- 2021 - Good Girls - als oma van Rio - 2 afl.
- 2017-2021 - Superstore - als Connie Sosa - 3 afl.
- 2017-2018 - Runaways - als Graciela Aguirre - 3 afl.
- 2018 - Shooter - als zuster Beatrice - 2 afl.
- 2018 - Altered Carbon - als Alazne Ortega - 6 afl.
- 2015-2017 - The Fosters - als Elena Gutierrez - 7 afl.
- 2017 - APB - als Mita - 4 afl.
- 2016 - Fear the Walking Dead - als Celia Flores - 3 afl.
- 2012-2014 - Dallas – als Carmen Ramos – 19 afl.
- 2012-2013 - The Secret Life of the American Teenager - als oma van Kathy - 4 afl.
- 2011-2013 - Caribe Road – als kapitein Garcia – 8 afl.
- 2008-2009 - House of Payne – als Rosie Hernandez – 7 afl.
- 2008 - Ylse – als Blanca
- 2007 - Day Break – als Mevr. Garza – 3 afl.
- 2002 - For the People – als Marisol Martinez – 2 afl.
- 2001 - Medical Examiners – als Gloria – 5 afl.
- 2001 - My Wife and Kids – als Rosa Lopez – 2 afl.

### Filmproducente
- 2022 - Hypochondriac - film
- 2018 - ¿Familia? - korte film
- 2015 - Ophilia - korte film
- 2014 - Mondongo Cubano - korte film
- 2010 - Apples - korte film
- 1997 - Lena's Dreams - korte film

### Filmregisseuse
- 2018 - ¿Familia? - korte film
- 2009 - Ylse - televisieserie - 1 afl.

- Library of Congress Control Number: no2020060546
- Nationale Bibliotheek van Israël: 987008729508405171
- Virtual International Authority File: 307213651